# 勒巴尔普
勒巴尔普（法語：Le Barp，法語發音：[lə baʁp]）是法国吉伦特省的一个市镇，属于阿卡雄区。

## 地理
勒巴尔普（44°36'22"N, 0°46'4"W）面积107.32 平方千米，位于法国新阿基坦大区吉倫特省，该省份为法国西南部沿海省份，是法國本土面积最大的省，北起滨海夏朗德省，西临大西洋，南至朗德省，东南接洛特-加龍省，东临多爾多涅省。
与勒巴尔普接壤的市镇（或旧市镇、城区）包括：塞斯塔斯、伯兰-贝列、萨勒、米奥斯、圣马涅、索卡茨。

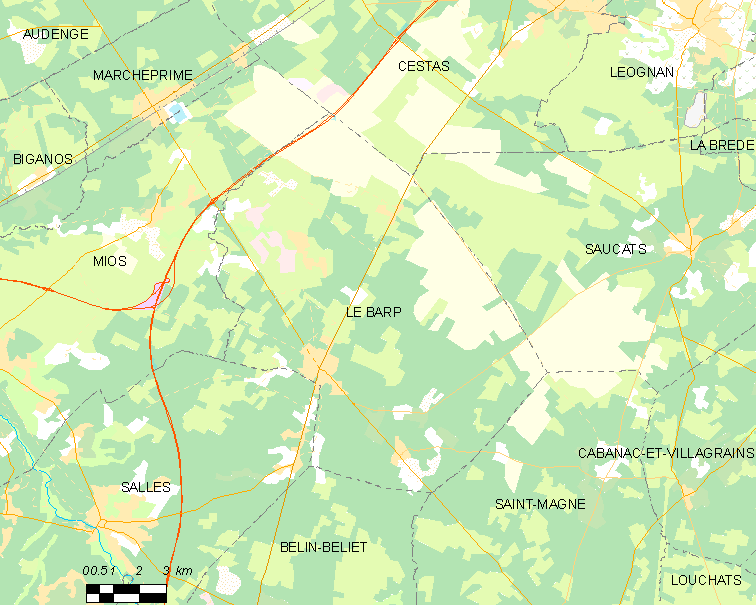
勒巴尔普的OSM定位图

勒巴尔普的时区为UTC+01:00、UTC+02:00（夏令时）。

## 行政
勒巴尔普的邮政编码为33114，INSEE市镇编码为33029。

## 政治
勒巴尔普所属的省级选区为砂砾荒原县。

## 人口

1962-2008年间勒巴尔普人口变化图示

勒巴尔普于2022年1月1日时的人口数量为5713人。